# Ned Locke
Norbert Locke, más conocido como Ned Locke (25 de diciembre de 1919 – 4 de febrero de 1992), fue un presentador radiofónico y televisivo estadounidense, conocido sobre todo por su papel de "Ringmaster (Maestro de Ceremonias) Ned" en el programa de la WGN-TV The Bozo Show, emitido entre 1961 y 1976.

## Biografía
Nacido en Red Wing, Minnesota, empezó a trabajar en la radio siendo muy joven, pues con solo nueve años de edad ya aparecía en un programa radiado en el Área metropolitana de Mineápolis–Saint Paul. Locke actuó en varias compañías teatrales tras graduarse en la high school, llegando a ser locutor de la emisora radiofónica WHO (AM) de Des Moines, Iowa. En 1950 trabajaba en la emisora de radio WMAQ (AM) (NBC), en Chicago, en un programa titulado Uncle Ned's Squadron. Fue su actuación allí lo que motivó que sustituyera en 1951 a Johnny Coons, durante largo tiempo presentador en Chicago del programa infantil Noontime Comics, de la WMAQ-TV.
Su sustitución le facilitó el trabajo en otros shows infantiles: Sunday Funnies y Captain Hartz and His Pets, espacio patrocinado por Hartz Mountain Industries. Trabajó también con una emisora local afiliada a la ABC, la WLS-TV, actuando en dramas televisivos, musicales, comerciales e, incluso, escribiendo una adaptación televisiva titulada Jet Pilot. A lo largo de su carrera escribió un total de más de 2,500 shows televisivos y radiofónicos.
En 1956 pasó a la WGN-TV, donde trabajó como hombre del tiempo. También fue coprotagonista del programa infantil Lunchtime Little Theater, y más tarde escribió, produjo y protagonizó otro programa infantil, Paddleboat, en el cual Roy Brown era marionetista.
El 11 de septiembre de 1961 consiguió el papel de Ringmaster Ned (Maestro de Ceremonias Ned), su papel más recordado, con ocasión del debut del show Bozo's Circus. Locke siguió con este papel hasta retirarse de la televisión en 1976. Aun así, salió temporalmente de su retiro para volver a ser el Ringmaster Ned en el 25.º y en el 30.º aniversarios del show.
Además de su faceta artística, era un ávido piloto que dirigía dos aeropuertos del área de Des Moines y que entrenaba a otros pilotos. Además, Locke fue director de aeronáutica del Estado de Iowa durante siete años.
Superviviente de tres infartos, tras retirarse se mudó a Kimberling City, Misuri, donde trabajó como jefe de policía, fue propietario de una inmobiliaria, y posteriormente alcalde hasta el momento de su muerte, ocurrida en Kimberling City, en 1992 a causa de un cáncer de hígado. Le sobrevivió su esposa, Rose, sus hijos Norbert Jr. y Robert, y sus nietos. Sus restos fueron incinerados, y las cenizas dispersadas.

### Multimedia
- Bozo's Big Top (enlace roto disponible en Internet Archive; véase el historial, la primera versión y la última). década de 1960. Locke como el maestro de Ceremonias Ned. Museum of Broadcast Communications (Windows Media Player)
- Baby Ruth Commercial (enlace roto disponible en Internet Archive; véase el historial, la primera versión y la última). 1965.Museum of Broadcast Communications (Windows Media Player)
- "Bozo the Signpainter" (enlace roto disponible en Internet Archive; véase el historial, la primera versión y la última). 1965. Museum of Broadcast Communications (Windows Media Player)
- Bozo 25th Anniversary (enlace roto disponible en Internet Archive; véase el historial, la primera versión y la última). 1986. Museum of Broadcast Communications (Windows Media Player)

- Datos: Q9049116
- Multimedia: Ned Locke / Q9049116